# 西川小のり
西川 小のり（にしかわ このり、本名:永田 秀幸（ながたひでゆき）、1966年2月14日-）は、お笑い芸人。松竹芸能所属。大阪府堺市出身。

## 来歴・人物
師匠は西川のりおで入門当時は吉本興業に所属していて、心斎橋筋2丁目劇場等で出演していた。後に松竹芸能に移籍。ピン芸人として活躍している。

## 出演番組

### 吉本興業時代
- 4時ですよ～だ（初期）
- MBSヤングタウン日曜日

## 関係人物
- 西川のりお
- 今田耕司
- 東野幸治
- 森脇健児

他